# This Love (The Veronicas)
This Love è un singolo del duo musicale australiano The Veronicas, pubblicato il 10 marzo 2008 come terzo estratto dal secondo album in studio Hook Me Up.

## Descrizione
Scritto da Toby Gad e dall'allora sconosciuta Kesha e prodotto da Toby Gad, il brano è stato pubblicato come terzo singolo dell'album in Australia per il download digitale il 30 marzo 2008 e in formato fisico il 14 aprile 2008.

## Video musicale
Il video musicale, diretto da Anthony Rose, è stato girato al The Storrier di Potts Point, in Australia, e ha richiesto una settimana di riprese di varie scene in giro per Sydney. Nel video compaiono due uomini che interpretano i partner delle due sorelle, nonché i loro fidanzati nella vita reale.

## Tracce
CD single / digital download
1. This Love – 2:59
2. Don't Say Goodbye (feat. Tania Doko) – 2:56
3. Untouched (Listed Deep Remix) – 4:32

## Successo commerciale
Il singolo trova successo in Australia e Nuova Zelanda, dove raggiunge rispettivamente la top-ten e la top-twenty in classifica, ottenendo anche il disco d'oro dalla Australian Recording Industry Association per le 35 000 copie vendute in Australia nel 2008.

## Classifiche

### Classifiche settimanali
| Classifica (2008) | Posizione massima |
| ----------------- | ----------------- |
| Australia         | 10                |
| Nuova Zelanda     | 14                |

### Classifiche di fine anno
| Classifica (2008) | Posizione |
| ----------------- | --------- |
| Australia         | 60        |